# Петровский, Леонид Николаевич
Леонид Николаевич Петровский (род. 26 сентября 1948 года в городе Горки, Могилевская область, Белорусская ССР, СССР) — советский и российский политический деятель, депутат Государственной Думы ФС РФ первого созыва (1993—1995).

## Биография
В 1974 году получил высшее образование по специальности «ученый-агроном» в Белорусской сельскохозяйственной академии. С 1981 по 1987 год работал в Смоленской области председателем колхоза «Рассвет». С 1987 по 1989 год работал в подсобном хозяйстве Производственного объединения «Аналитприбор» Министерства приборостроения СССР помощником директора по сельскому хозяйству, заведующим подсобным хозяйством. С 1989 по 1991 год работал в совхозе «Фостейковский» главным агрономом, в совхозе «Горковский» директором. С 1979 по 1991 год был членом КПСС, с 1991 года состоит в КПРФ. С 1991 по 1993 год работал директором коллективного предприятия «Горки», преобразованного из совхоза «Горковский».
В 1993 году был избран депутатом Государственной думы Федерального Собрания Российской Федерации первого созыва. В Государственной думе был членом комитета по международным делам, входил во фракцию КПРФ.

## Награды
- Медаль ордена «За заслуги перед Отечеством» II степени (17 февраля 2010 года) — за заслуги в законотворческой деятельности и многолетнюю плодотворную работу[4]